# Leichtathletik-Weltmeisterschaften 2007/Teilnehmer (Schweiz)
| Goldmedaillen | Silbermedaillen | Bronzemedaillen |
| ------------- | --------------- | --------------- |
| –             | –               | 1               |

Die Schweiz stellte mindestens fünf Teilnehmerin und sieben Teilnehmer bei den Leichtathletik-Weltmeisterschaften 2007 in der japanischen Metropole Osaka.

## Medaillen
Mit einer gewonnenen Bronzemedaille belegte das Schweizer Team Platz 37 im Medaillenspiegel.

### Medaillengewinner
Bronze
- Viktor Röthlin, Marathon

## Ergebnisse

### Männer

#### Laufdisziplinen
| Athlet            | Disziplin    | Vorlauf | Vorlauf | Viertelfinale | Viertelfinale | Halbfinale         | Halbfinale         | Finale             | Finale             |
| Athlet            | Disziplin    | Zeit    | Platz   | Zeit          | Platz         | Zeit               | Platz              | Zeit               | Platz              |
| ----------------- | ------------ | ------- | ------- | ------------- | ------------- | ------------------ | ------------------ | ------------------ | ------------------ |
| Marco Cribari     | 200 m        | 20,71 s | 25      | 20,86 s       | 26            | nicht qualifiziert | nicht qualifiziert | nicht qualifiziert | nicht qualifiziert |
| Marc Schneeberger | 200 m        | 20,72 s | 26      | 21,09 s       | 29            | nicht qualifiziert | nicht qualifiziert | nicht qualifiziert | nicht qualifiziert |
| Viktor Röthlin    | Marathon     |         |         |               |               |                    |                    | 2:17:25 h          | Bronze             |
| Andreas Kundert   | 110 m Hürden | 13,68 s | 26      |               |               | nicht qualifiziert | nicht qualifiziert | nicht qualifiziert | nicht qualifiziert |

#### Sprung/Wurf
| Athlet             | Disziplin  | Qualifikation | Qualifikation | Finale             | Finale             |
| Athlet             | Disziplin  | Weite/Höhe    | Platz         | Weite/Höhe         | Platz              |
| ------------------ | ---------- | ------------- | ------------- | ------------------ | ------------------ |
| Alexander Martínez | Dreisprung | 16,71 m       | 11            | 16,85 m            | 8                  |
| Felix Loretz       | Speerwurf  | 71,27 m       | 31            | nicht qualifiziert | nicht qualifiziert |
| Stefan Müller      | Speerwurf  | 71,48 m       | 30            | nicht qualifiziert | nicht qualifiziert |

### Frauen

#### Laufdisziplinen
| Athletin    | Disziplin   | Vorlauf | Vorlauf | Viertelfinale | Viertelfinale | Halbfinale | Halbfinale | Finale    | Finale |
| Athletin    | Disziplin   | Zeit    | Platz   | Zeit          | Platz         | Zeit       | Platz      | Zeit      | Platz  |
| ----------- | ----------- | ------- | ------- | ------------- | ------------- | ---------- | ---------- | --------- | ------ |
| Marie Polli | 20 km Gehen |         |         |               |               |            |            | 1:36:54 h | 21     |

#### Sprung/Wurf
| Athletin              | Disziplin      | Qualifikation | Qualifikation | Finale             | Finale             |
| Athletin              | Disziplin      | Weite/Höhe    | Platz         | Weite/Höhe         | Platz              |
| --------------------- | -------------- | ------------- | ------------- | ------------------ | ------------------ |
| Anna Katharina Schmid | Stabhochsprung | 4,20 m        | 28            | nicht qualifiziert | nicht qualifiziert |

#### Siebenkampf
| Athletin      | Disziplin | 100 m Hürden | Hochsprung | Kugelstoßen | 200 m   | Weitsprung | Speerwurf | 800 m       | Punkte | Platz |
| ------------- | --------- | ------------ | ---------- | ----------- | ------- | ---------- | --------- | ----------- | ------ | ----- |
| Sylvie Dufour | Ergebnis  | 14,10 s      | 1,74 m     | 13,65 m     | 25,45 s | 5,70 m     | 39,75 m   | 2:14,46 min | 5805   | 27    |
| Sylvie Dufour | Punkte    | 964          | 903        | 771         | 846     | 759        | 662       | 900         | 5805   | 27    |
| Simone Oberer | Ergebnis  | 13,62 s      | 1,80 m     | 12,20 m     | 25,66 s | 6,09 m     | 40,60 m   | 2:16,67 min | 5922   | 22    |
| Simone Oberer | Punkte    | 1033         | 978        | 674         | 827     | 862        | 679       | 869         | 5922   | 22    |
| Linda Züblin  | Ergebnis  | 13,63 s      | 1,65 m     | 12,43 m     | 24,75 s | 5,98 m     | 49,85 m   | 2:16,72 min | 5955   | 20    |
| Linda Züblin  | Punkte    | 1031         | 795        | 690         | 910     | 843        | 857       | 869         | 5955   | 20    |